# Sophie Tucker
Sophie Tucker (Toeltsjyn, 13 januari 1886 – New York, 9 februari 1966) was zangeres, comédienne en een van de populairste entertainers in de Verenigde Staten in de eerste helft van de twintigste eeuw.

## Levensloop
Sophie Tucker werd geboren als Sonia Kalish in een joodse familie in Oekraïne, maar emigreerde jong met haar familie naar Connecticut. Haar ouders begonnen daar een restaurant, waar ze op jonge leeftijd zong voor wat kleingeld van de gasten. In 1903 trouwde ze op 17-jarige leeftijd met Louis Tuck, waar ze haar achternaam Tucker aan overhield. Ze bleef deze naam na hun scheiding gebruiken. Ze trouwde later nog een keer, maar ook dit huwelijk was van korte duur.
Tucker speelde piano en zong burleske- en vaudevilleliedjes. Eerst in kleine theaters in New York. In het begin vlotte het amper met haar carrière omdat ze te dik en lelijk werd bevonden door de theaterbazen. Dit nam ze zelf mee in haar liedje Nobody Loves a Fat Girl, But Oh How a Fat Girl Can Love.
Toch sloeg haar act aan en nam haar populariteit steeds meer toe. Ze begon op te treden met de Ziegfeld Follies, maar moest daar al snel mee stoppen omdat de andere leden van die groep niet meer in de schaduw wilden staan van Tucker, naar wie vaak alle aandacht ging.
In 1921 begon ze samen te werken met pianist en songwriter Ted Shapiro, die haar op de piano begeleidde en af en toe een grappig dialoogje met haar hield tussen liedjes in. Gedurende de jaren twintig bleef de populariteit van Tucker onaangetast. Ze nam platen op en het lied My Yiddish Momme uit 1925 werd onderdeel van het joodse culturele erfgoed. In 1929 speelde ze haar eerste filmrol in Honky Tonk.
In de jaren vijftig en zestig trad ze een aantal keer op in goedbekeken televisieshows als The Ed Sullivan Show en The Tonight Show. Ze trad in de Verenigde Staten en het Verenigd Koninkrijk op tot een paar jaar voordat ze op 80-jarige leeftijd stierf aan longkanker.

## Invloed
De stijl van Tucker had invloed op een aantal comédiennes van naam, onder wie Mae West, Joan Rivers, Roseanne Barr en bovenal Bette Midler. Midler bracht het werk van Tucker bijna 20 jaar na haar dood weer onder de aandacht van het grote publiek en gebruikt de naam Soph in haar shows voor zichzelf, wanneer ze de schuine moppen van Tucker - in de ik-vorm - vertelt. Tucker had ook invloed op de entertainmentindustrie door zich in te zetten voor vakbonden acteurs en werd in 1938 gekozen tot voorzitster van de Amerikaanse Acteurs Federatie.

## Uitspraken
- "I've been rich and I've been poor. Believe me, honey, rich is better."
- "From birth to age eighteen, a girl needs good parents. From eighteen to thirty-five she needs good looks. From thirty-five to fifty-five, she needs a good personality. From fifty-five on, she needs good cash."

## Theater
- Louisiana Lou (1911) (Broadway)
- Earl Carroll's Vanities of 1924 (1924) (Broadway)
- Leave It to Me! (1938) (Broadway)
- High Kickers (1941) (Broadway)

## Cinematografie
- Honky Tonk (1929)
- Gay Love (1934)
- Paramount Headliner: Broadway Highlights No. 1 (1935)
- Broadway Melody of 1938 (1937)
- Thoroughbreds Don't Cry (1937)
- Follow the Boys (1944)
- Sensations of 1945 (1944)
- Screen Snapshots: The Great Showman (1950)
- Screen Snapshots: Hollywood's Great Entertainers (1953)
- The Heart of Show Business (1957)
- The Joker Is Wild (1957)

## Verwijzingen
- The Beatles speelden haar lied Till there was you al in hun beginjaren en lieten het nog eens horen in 1963. Paul McCartney zei daarbij dat het origineel was van zijn favoriete Amerikaanse groep - Sophie Tucker.
- In het lied Roxie, uit de musical Chicago, wordt naar haar verwezen.
- Jean-Paul Sartre verwijst naar haar lied Some of these days in zijn werk La Nausée (1938).